# The Endless River
The Endless River petnaesti je studijski album britanskog progresivnog sastava Pink Floyd. Ovo je prvi album sastava nakon smrti klavijaturista i jednog od osnivača Richarda Wrighta. The Endless River umnogome je posveta Wrightu. Budući da nema vokalnih dionica, njegove klavijature u prvom su planu u gotovo svim pjesmama. Glazba na novom albumu zvuči klasično floydovski, s asocijacijama na instrumentalne pasaže iz "Welcome to the Machine", "Echoes", "Shine On You Crazy Diamond" pa čak i nekih ranijih, eksperimentalnijih radova iz kasnih 1960-ih i ranih 1970-ih. Album završava pjesmom "Louder Than Words", jedinom koja ima tekst. Napisala ga je Gilmourova supruga Polly Samson, spisateljica koja je potpisala mnoge stihove na albumu The Division Bell. Pjesma kao da spušta zavjesu na sagu o Pink Floydu, dobrim dijelom obilježenoj prolijevanjem žuči između Rogera Watersa i ostatka grupe. Album obuhvaća instrumentalnu i ambijentalnu glazbu, zasnovan je na dvadeset sati neobjavljenog materijala koji je sastav snimio za vrijeme nastanka albuma The Division Bell.

## Popis pjesama
| 1. | »Things Left Unsaid« | David Gilmour, Richard Wright | 4:24 |
| 2. | »It's What We Do«    | Gilmour, Wright               | 6:21 |
| 3. | »Ebb and Flow«       | Gilmour, Wright               | 1:50 |

| 1. | »Sum«     | Gilmour, Nick Mason, Wright | 4:49 |
| 2. | »Skins«   | Gilmour, Mason, Wright      | 2:37 |
| 3. | »Unsung«  | Wright                      | 1:06 |
| 4. | »Anisina« | Gilmour                     | 3:15 |

| 1. | »The Lost Art of Conversation« | Wright          | 1:43 |
| 2. | »On Noodle Street«             | Gilmour, Wright | 1:42 |
| 3. | »Night Light«                  | Gilmour, Wright | 1:42 |
| 4. | »Allons-y (1)«                 | Gilmour         | 1:56 |
| 5. | »Autumn '68«                   | Wright          | 1:35 |
| 6. | »Allons-y (2)«                 | Gilmour         | 1:35 |
| 7. | »Talkin' Hawkin'«              | Gilmour, Wright | 3:25 |

| 1. | »Calling«           | Gilmour, Moore  | 3:38 |
| 2. | »Eyes to Pearls«    | Gilmour         | 1:51 |
| 3. | »Surfacing«         | Gilmour         | 2:46 |
| 4. | »Louder than Words« | Gilmour, Samson | 6:32 |

## Osoblje

### Sastav
- David Gilmour - vokal, gitare, klavijature
- Nick Mason - bubnjevi, udaraljke
- Richard Wright - klavijature, Hammond orgulje

### Gosti na albumu
- Guy Pratt – bas-gitara
- Bob Ezrin – bas-gitara
- Jon Carin – klavijature
- Damon Iddins – klavijature
- Gilad Atzmon – tenor saksofon, klarinet
- Chantal Leverton – viola
- Victoria Lyon – violina
- Hellen Nash – violončelo
- Honor Watson – violina
- Durga McBroom – prateći vokal
- Louise Marshal – prateći vokal
- Sarah Brown – prateći vokal
- Stephen Hawking